# جواو لوكاس
جواو لوكاس (بالبرتغالية: João Nuno da Silva Cardoso Lucas‏) (25 أكتوبر 1979 كالداس دا رينها البرتغال - 26 مايو 2015 بورتو البرتغال) هو لاعب كرة قدم برتغالي سابق كان يلعب كلاعب وسط.

## روابط خارجية
- جواو لوكاس على موقع قاعدة بيانات كرة القدم.إي يو (الإنجليزية)